# Philosophie de l'Inconscient

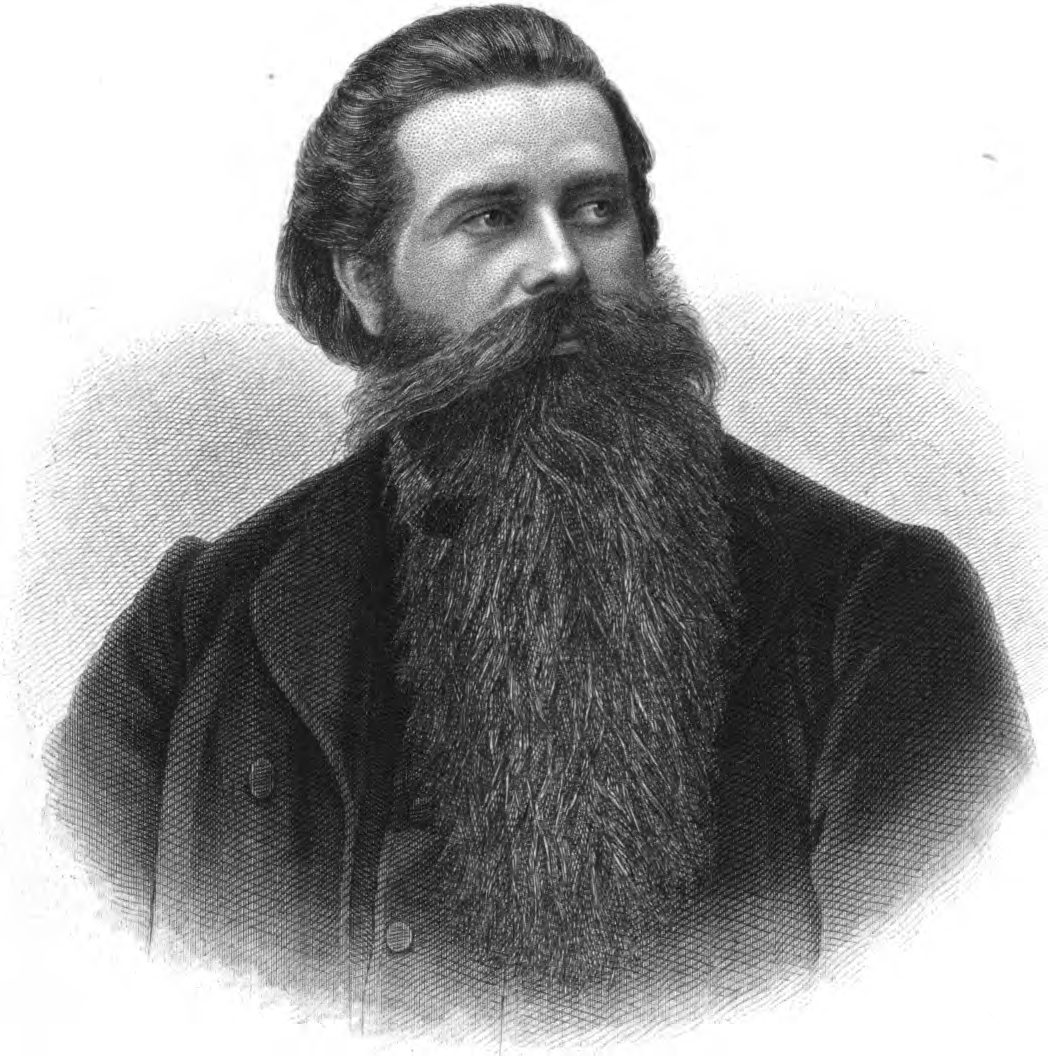
Eduard von Hartmann.

Philosophie de l'Inconscient – Résultats spéculatifs obtenus par la méthode inductive des sciences de la nature (en allemand : Philosophie des Unbewussten : Speculative Resultate nach inductive naturwissenschaftlicher Methode) est un livre du philosophe Eduard von Hartmann paru dans sa première édition en 1869. Hartmann y passe en revue le travail de nombreux philosophes allemands et discute certaines idées des Védas indiens. Il y présente les dernières connaissances scientifiques sur l'instinct, la perception, la vie émotionnelle, l'association des idées, l'intellect, les traits de personnalité, où il voit s'exercer l'activité de l'Inconscient. Le rôle de L'Inconscient dans le langage, la religion, l'histoire et la vie sociale, ainsi que dans le destin individuel et universel, y sont également abordés. 
La Philosophie de l'Inconscient est avant tout une spéculation métaphysique qui mêle une forme d'hégélianisme avec une forme de panthéisme inspirée de la philosophie de Schopenhauer. L'Inconscient en est le principe fondamental. Ses deux attributs essentiels sont la Volonté et l'Idée, notions inséparables qui décrivent respectivement la réalité dynamique du monde et sa nature ordonnée. La Volonté apparaît dans la souffrance, l'Idée dans l'ordre et l'intelligence. Bien que dissociées dans la conscience, Volonté et Idée sont à l'origine parfaitement unies et doivent retrouver cette unité originelle au terme d'un progrès collectif conduisant à la négation du premier principe par le second. Il y a ainsi autant de justification à opter pour le pessimisme que pour l'optimisme, et puisque l'Absolu est unique, ceux-ci doivent être réconciliés dans l'attitude philosophique. 
Perçue à la fois comme un aboutissement des spéculations de la philosophie romantique allemande et comme une synthèse des découvertes scientifiques des deux premiers tiers du XIXe siècle, la Philosophie de l'Inconscient est devenue célèbre en Allemagne dès sa première parution, puis en France et en Angleterre après sa traduction quelques années plus tard. L'ouvrage a été notablement étendu par ses éditions successives, mais sans modification substantielle du plan d'origine. La septième édition allemande est celle qui a été traduite en français par Désiré Nolen en 1877 sous le titre de Philosophie de l'Inconscient. Elle se divise en deux tomes intitulés Phénoménologie de l'Inconscient et Métaphysique de l'Inconscient.

## L'Inconscient selon Hartmann
La réflexion de von Hartmann sur l'Inconscient a pour point de départ les deux principes identifiés par Schopenhauer que sont la volonté et la représentation (ou idée). Le principe de toute chose n'est pas l'Idée, comme l'a cru Hegel, car ce serait admettre dans l'idée même un élément illogique ou irrationnel appartenant au monde. Ce n'est pas non plus la volonté aveugle décrite par Schopenhauer, car une volonté sans idée ne peut expliquer la logique et la fécondité de l'univers. Cherchant à concilier les deux thèses, Hartmann soutient alors une forme de « monisme » qui établit que la réalité absolue, ou « chose en soi », est à la fois volonté et idée. Ces deux attributs en expriment respectivement l'existence et l'essence, et sont, dans l'Inconscient, indissociables. 
L'Inconscient est l'essence active de tous les processus naturels et psychiques. C'est lui qui permet le développement téléologique dans la vie organique et il est au fondement de tout ce qui existe. Il représente également l'âme universelle – l'Un-Tout – qui apporte au sein de la nature une cohérence immanente. Il investit tous les aspects de la nature, jusque dans les profondeurs de la matière, et comprend trois niveaux de développement : 
1. l'Inconscient absolu, qui constitue la substance de l'univers et dont relèvent les autres formes de l'Inconscient ;
2. l'Inconscient physiologique qui s'exerce dans la génération, le développement et l'évolution des êtres vivants, y compris en l'homme ;
3. l'Inconscient relatif ou psychologique qui réside à la source de notre vie mentale consciente.

Non seulement l'Inconscient intervient dans les processus de la vie organique, mais l'activité consciente elle-même repose nécessairement sur une activité inconsciente. C'est donc une version originale du panpsychisme qui est défendue et développée par Hartmann dans cet ouvrage, et le sens qu'il donne à l'idée d'inconscient ne recouvre que très partiellement celui qui lui sera donné par Sigmund Freud et la psychanalyse.

## Phénoménologie de l'Inconscient
Dans la Phénoménologie de l'Inconscient, Hartmann examine les manifestations de l'Inconscient dans la nature et en l'homme, ainsi que ses effets dans la culture, l'histoire et la société. Il y distingue clairement l'Inconscient dans la vie corporelle et l'Inconscient dans l'esprit humain. En outre, il oppose au rôle de l'Inconscient dans les fonctions organiques celui de la conscience dans la vie spirituelle. Il y établit que la vie consciente entière est sous l'influence dominatrice du psychisme inconscient.
Par une longue introduction, Hartmann expose d'abord le projet, la méthode et les antécédents historiques de sa philosophie de l'Inconscient. Il passe ensuite en revue les manifestations les plus instructives de l'Inconscient dans la vie corporelle, dans les fonctions nerveuses de la moelle et des ganglions nerveux, dans l'exécution des mouvements volontaires, dans l'instinct, dans les mouvements réflexes et les guérisons naturelles. Il étudie enfin l'activité de l'Inconscient dans la formation de l'organisme. Un organisme n'est pas seulement un individu vivant et se conservant par lui-même, il est aussi un ensemble organisé d'individus exerçant chacun leurs fonctions organiques spéciales de façon coordonnée, travaillant en même temps dans l'intérêt de l'ensemble, et se subordonnant aux volontés d'un individu ou d'un organe supérieur. Cette activité est inexplicable comme simple mécanisme ; il y a donc un psychisme de l'organisme, et c'est pour Hartmann l'Inconscient.
Les réflexes, par exemple, à partir desquels se développent l'instinct et qui dominent la vie organique, sont à la fois volontaires et inconscients. Il s'agit donc bien de processus psychiques inconscients comparables aux mécanismes physiques en ce qu'ils ne sont pas conscients, et aux processus volontaires conscients en ce qu'ils sont intelligents et dirigés vers une fin. Ni les mouvements réflexes ou instinctifs, ni les processus de formation organique ou de guérison spontanée, ni même les mouvements volontaires ne peuvent se comprendre sans l'intervention d'une volonté et d'une idée inconscientes agissant selon une finalité secrète,. 
On doit ainsi admettre l'action partout présente dans l'organisme d'une volonté et d'une intelligence inconscientes « qui se font sentir dans les moindres processus chimiques ou psychiques ». Puisque l'Inconscient vit en nous comme dans le reste de la nature, c'est en nous que nous devons d'abord l'étudier par une analyse « phénoménologique » de la façon dont il s'y exerce. Après une analyse des phénomènes psychophysiologiques – sensibilité, perception, caractère, etc. – Hartmann examine alors le rôle de l'Inconscient dans les phénomènes de la vie intellectuelle, spirituelle et artistique.

## Métaphysique de l'Inconscient
C'est sous le nom de métaphysique qu'Hartmann qualifie son analyse des formes universelles de la réalité : la matière, l'individualité, l'espèce, la conscience, l'être universel. La métaphysique de l'Inconscient consiste alors à examiner en eux-mêmes les principes que la phénoménologie a étudiés dans leurs manifestations. Ces principes caractérisent l'essence inconsciente du monde. 
Selon Hartmann, la matière n'est pas cette masse inanimée qui semble se présenter aux sens ; elle est une des fonctions de l'Inconscient où se retrouvent, comme dans toutes les autres manifestations de l’Être, l'association d'une volonté et d'une pensée inconscientes. Elle est composée d'atomes qui sont des unités de force et qui représentent le degré ultime de l'existence individuelle. Le végétal, l'animal et l'homme représentent quant à eux des unités d'une complication infiniment plus grande. Le monde est l'individu inconscient qui renferme tous les autres ; il est la manifestation phénoménale de l'Inconscient identifié à l' « individu suprême ». Celui-ci est également nommé « Un-Tout » ou « âme universelle », car il est le principe universel à partir duquel se déploie la multiplicité des individus et des formes. 
La conscience n'est pas, quant à elle, un état constant ou une substance, mais un acte. Elle résulte de conditions physiologiques que l'activité organique des centres nerveux ne remplit que de manière discontinue et inégale selon les individus et les espèces. Elle dérive en dernière analyse de l'opposition des fonctions de l'Inconscient, ou du conflit des forces dans la nature, et se trouve ainsi largement présente dans la nature, y compris à l'échelle des atomes. Mais loin d'être une perfection, la conscience constitue une véritable imperfection au regard de l'Inconscient, puisqu'elle repose sur l'action de forces conflictuelles et sur l'opposition du sujet et de l'objet. 
Contrairement à la conscience, l'Inconscient a la « clairvoyance parfaite » et la « sagesse infinie » de Dieu, lui-même identifié à l' « Un-Tout ». Bien que la vie soit globalement mauvaise, l'Inconscient réalise le meilleur des mondes possibles. Il joue le rôle de véritable providence, intervenant non seulement par des lois générales dans le cours des événements mais aussi par des actions particulières. Il n'est pas absolument étranger à la conscience, puisqu'il a conscience de la souffrance universelle. En ce sens, il est « supra-conscient » plutôt qu'inconscient, à la fois bien supérieur et plus fondamental que la conscience humaine. Aussi, Hartmann critique-t-il sévèrement la théologie des religions théistes lorsque celles-ci conçoivent la volonté et l'esprit de Dieu à l'image de la conscience de l'homme.
Hartmann soutient une conception dynamique du Cosmos. Au fur et à mesure que le processus cosmique avance, l'idée prévaut sur la volonté, rendant les plaisirs esthétiques et intellectuels possibles. Pourtant, le développement intellectuel augmente notre aptitude à la souffrance, et le progrès matériel supprime les valeurs spirituelles. Par conséquent, le bonheur ultime est inaccessible sur la Terre comme au Ciel. Les espérances illusoires qui lui sont associées sont des ruses employées par l'Inconscient pour induire l'humanité à se propager. D'après Hartmann, nous finirons un jour par rejeter ces illusions et par commettre un suicide collectif de type eschatologique, ce qui constituerait alors le triomphe final de l'Idée sur la Volonté.

## Réception et influence

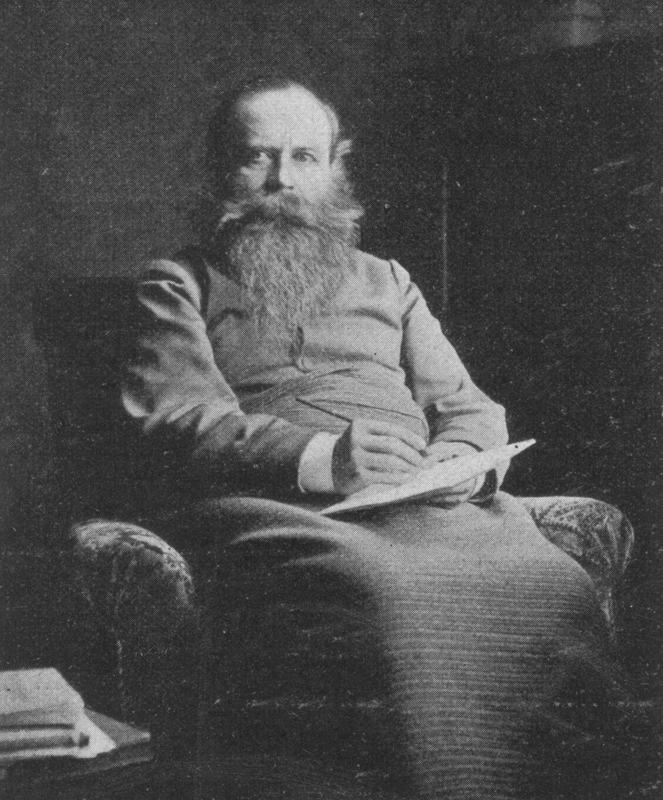
Eduard von Hartmann en 1902.

La Philosophie de l'Inconscient a été traduite de l'allemand au français en 1877, et en anglais en 1884, exerçant rapidement une grande influence dans les milieux intellectuels européens de l'époque, et contribuant à la diffusion de l'idée d'Inconscient à la fin du XIXe siècle. L'ouvrage a reçu de vives critiques dont celle du philosophe Franz Brentano dans la Psychologie du point de vue empirique (1874). Brentano y affirme que ce qu'Hartmann entend par « Inconscient » fait sans doute référence à « quelque chose de purement imaginaire » et il exprime son désaccord avec sa définition de la conscience.
La Philosophie de l'Inconscient a certainement préparé le terrain à la théorie de Freud sur l'inconscient. Ce dernier l'a consulté durant l'écriture de L'Interprétation des rêves, où il affirme voir en Hartmann l'opposant le plus ferme à la théorie alors en vogue selon laquelle les rêves ne sont que des réalisations imaginaires de nos désirs. Le philosophe Hans Vaihinger a été plus directement influencé par cet ouvrage, rapportant dans La philosophie du « Comme si » (1911) comment l’œuvre de Hartmann l'a conduit à adopter la philosophie de Schopenhauer. De son côté, le psychiatre Henri Ellenberger affirme dans La découverte de l'inconscient que l'intérêt principal de cette œuvre réside moins dans les théories philosophiques qui y sont exposées que dans la richesse des données scientifiques que Hartmann met en avant pour les justifier.
La notion d'inconscient telle qu'elle a été utilisée par Hartmann reste en tout cas assez éloignée du sens qui lui a été donné ultérieurement par Freud et les psychanalystes, notamment du fait de l'absence de séparation chez Hartmann entre les domaines psychologique et physiologique. Pour le psychologue, les processus physiologiques ne sauraient être ni conscients, ni inconscients ; on ne peut parler d'inconscient au sens proprement psychologique qu'au sujet de faits de nature psychologique, c'est-à-dire d'états ou d'actes qui pourraient être conscients.

## PLAN DÉTAILLÉ DU TOME I:Phénoménologie de l'Inconscient

### Introduction (p. 1)

#### Observations générales préliminaires (p. 1)
a – Objet du livre (p. 1)
« Si nous ne connaissons que ce que la conscience nous apprend, si nous ne pouvons rien savoir de ce qu'elle ne nous dit pas, quel droit avons-nous d'affirmer que les idées dont l'existence nous est attestée par la conscience, ne pourraient pas exister en dehors de la conscience ? » 
« Le principe de l'Inconscient donne aux phénomènes observés la seule explication véritable. Il n'avait pu jusqu'ici être entièrement ni formulé ni reconnu : c'est que la vérité n'en saurait être constatée qu'autant qu'on a rassemblé tous les faits. » 
« [Le principe de l'inconscient] étend insensiblement ses conséquences au-delà du monde physique et moral, et conduit à des théories et à la solution de problèmes que, dans le langage habituel, on désigne comme appartenant au domaine de la métaphysique. »
b –  Méthode de recherche et mode d'exposition (p. 6)
« Les philosophes, qui fondent leur système sur la déduction (qu'ils formulent clairement ou dissimulent leur méthode) ne sont en réalité arrivés que par la seule voie qui leur soit ouverte en dehors de l'induction, par une sorte de saut aérien de nature mystique. »
« La méthode des philosophes a encore une autre conséquence : on n'y peut discuter sur les vérités particulières qu'autant qu'elles découlent de principe sur lesquels on est d'accord à l'avance. »
« Un abîme s'ouvre entre les deux méthodes : l'induction n'atteint ni les derniers principes ni l'unité systématique ; la spéculation ne réussit ni à expliquer le monde réel ni à démontrer aux autres ses propres découvertes. On peut conclure de là que le tout ne se laisse pas embrasser d'un seul côté, mais qu'on doit tenter l'entreprise à la fois des deux côtés, et chercher de part et d'autre les points les plus avancés, entre lesquels il serait possible de jeter un pont. »
c – Précurseurs dans l'intelligence du concept d'inconscient (p. 17)

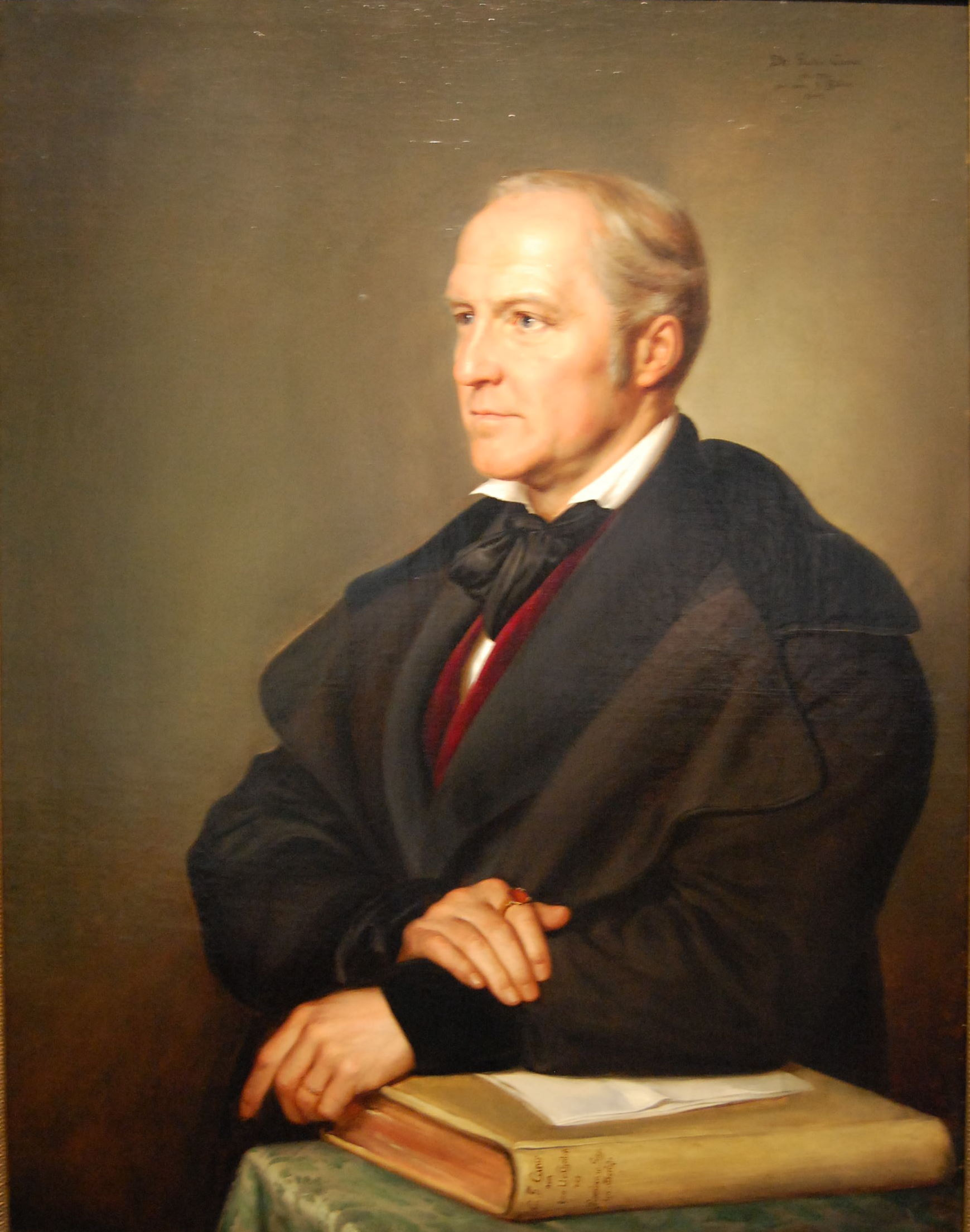
Carl Gustav Carus (portrait de 1844). « Je laisse au lecteur le soin de décider […] dans quelle mesure je me suis inspiré de son travail. »

« L'Inconscient est tellement pour le bon sens ordinaire une terre inconnue, que penser et avoir conscience d'une chose sont tenus pour des termes dont l'identité s'entend de soi et défie tous les doutes. »
« Au point où la science est actuellement arrivée, il est facile de voir que les souvenirs confus, comme on les appelle, ne sont pas des idées en acte, en réalité, mais de pures dispositions du cerveau à produire de telles idées. »
« [Les ouvrages de Carus], Psyché et Physis, contiennent surtout les analyses de l'Inconscient avec la vie du corps et celle de l'esprit. Je laisse au lecteur le soin de décider jusqu'à quel point Carus a réussi dans sa tentative, et dans quelle mesure je me suis inspiré de son travail. »

#### Comment arrivons-nous à reconnaître des fins dans la nature (p. 47)
« Une des manifestations les plus importantes et les mieux connues de l'Inconscient est l'instinct : or l'instinct repose sur la notion de fin. »
« Tout ce qui précède nous apprend que l'on peut tout particulièrement regarder avec certitude comme des fins les productions qui ont besoin pour se réaliser d'une grande multiplicité de causes, qui chacune paraisse, avec une certaine probabilité, servir de moyen à la réalisation de ces fins. »
« Les exemples apportés dans ce chapitre ne suffisent pas à prouver la vérité de la téléologie ; mais ils servent à éclairer, à rendre palpables des considérations abstraites. »

### Première partie – La manifestation de l'Inconscient dans la vie corporelle (p. 63)

#### La volonté inconsciente dans les fonctions spontanées de la moelle épinière et des ganglions (p. 65)
« Les facultés fondamentales de l'intelligence sont les mêmes dans tous les êtres ; et celles qui paraissent nouvelles chez les êtres supérieurs ne sont que des facultés secondaires, qu'une culture plus haute des aptitudes essentielles et communes a développée dans certaines directions. Ces facultés fondamentales et originelles de l'esprit sont dans tous les êtres, la volonté et la pensée : le sentiment découle des deux dernières, avec l'aide de l'Inconscient. »
« On voit maintenant qu'il n'est nullement nécessaire à la volonté qu'elle traverse ou non la conscience cérébrale. Sa nature intime ne change pas pour cela. »

#### L'idée inconsciente dans la production du mouvement volontaire (p. 80)
« Nous devons regarder comme solidement démontré que tout mouvement, si faible qu'il soit, qu'il ait son origine dans une intention consciente ou non, suppose la connaissance inconsciente des racines nerveuses qui servent à le produire, et la volonté inconsciente de les mouvoir. »

#### L'Inconscient dans l'instinct (p. 88)
« L'instinct est une activité qui poursuit un but sans en avoir conscience. »
1° L'instinct n'est pas purement la conséquence de l'organisation physique (p. 89)
« A – Les instincts sont tout à fait différents, malgré la ressemblance des organismes. »
« B – Chez les animaux dont l'organisation diffère, on rencontre des instincts semblables. »
2° L'instinct n'est pas un mécanisme du cerveau ou de la pensée, que les animaux apporteraient en naissant (p. 92)
« [Ces exemples] suffisent à prouver que les instincts ne déroulent pas leurs effets d'après des types immuables, mais qu'ils s’accommodent plutôt aux circonstances de la façon la plus complète. »
3° L'instinct est l'effet d'une activité spirituelle et inconsciente (p. 98)
« Nous avons découvert la seule explication qui puisse être donnée de l'instinct véritable : l'instinct est un vouloir conscient du moyen propre à réaliser une fin voulue elle-même sans conscience. »

#### L'union de la volonté et de l'idée (p. 130)
« Une volonté qui ne veut rien n'existe pas réellement. C'est à son contenu déterminé que la volonté doit la possibilité de son existence ; et ce contenu (qu'il ne faut pas confondre avec le motif) est l'idée […] D'où cette conclusion, pas de vouloir sans idée, suivant le mot d'Aristote. »
« Tout vouloir inconscient, qui existe en réalité, doit être uni à une idée […] Mais le vouloir inconscient reste naturellement étranger à la conscience du but ou de l'objet qu'il poursuit.»
« Une volonté inconsciente n'est qu'une volonté inconsciente de l'idée qu'elle contient. Une volonté qui a conscience de son but est pour nous toujours une volonté consciente. La distinction de la volonté consciente et de la volonté inconsciente est ramenée ici à la distinction non moins importante de l'idée consciente et de l'idée inconsciente. »

#### L'Inconscient dans les mouvements réflexes (p. 141)
« Il n'y a aucun, ou presque aucun mouvement volontaire, qui ne doive être considéré comme une combinaison de mouvements réflexes. »
« Tels sont donc le commencement et la fin du processus : la perception de l'excitation extérieure et la volonté du mouvement. »
« La seule explication qui soit possible […], c'est de considérer les mouvements réflexes comme les actes instinctifs des centre nerveux inférieurs. »

#### L'Inconscient dans la vertu curative de la nature (p. 159)
« L'idée de l'organe, qui doit, dans le cas déterminé, reproduire le type spécifique, fournit l'impulsion première à l'activité régénératrice. »
« Plus nous nous élevons dans l'échelle des espèces animales, plus la vertu curative de la nature diminue de puissance : elle descend chez l'homme à son plus bas degré. »
« Les causes qui limitent dans les espèces supérieures du règne animal l'action de la vertu médicatrice sont internes et externes. La cause la plus intime et la plus profonde, c'est que, chez ces espèces, la puissance organisatrice de la nature se détourne de plus en plus des œuvres extérieures, et concentre toute son énergie sur la fin suprême de tout organisme, sur l'organe de la conscience, et travaille à le porter à une perfection de plus en plus haute. »
« La maladie est une déviation des fonctions organiques, qui peut avoir sa cause ou son effet dans une déviation de la formation organique. »
« Si nous demandons maintenant comment peut s'expliquer la cause première de la maladie, le désordre fonctionnel d'un organe régulièrement développé, l'expérience et la spéculation sont d'accord pour nous répondre : uniquement par l'action désorganisatrice des causes extérieures, jamais par l'action de la force spirituelle qui agit à l'intérieur de l'organisme. »
« Si quelques maladies ne se laissent pas expliquer par quelques perturbations extérieures, cela ne diminue pas la justesse de notre principe, que le principe psychique du développement organique ne connaît pas la maladie. »

#### Influence indirecte de l'activité consciente de l'âme sur les fonctions (p. 187)

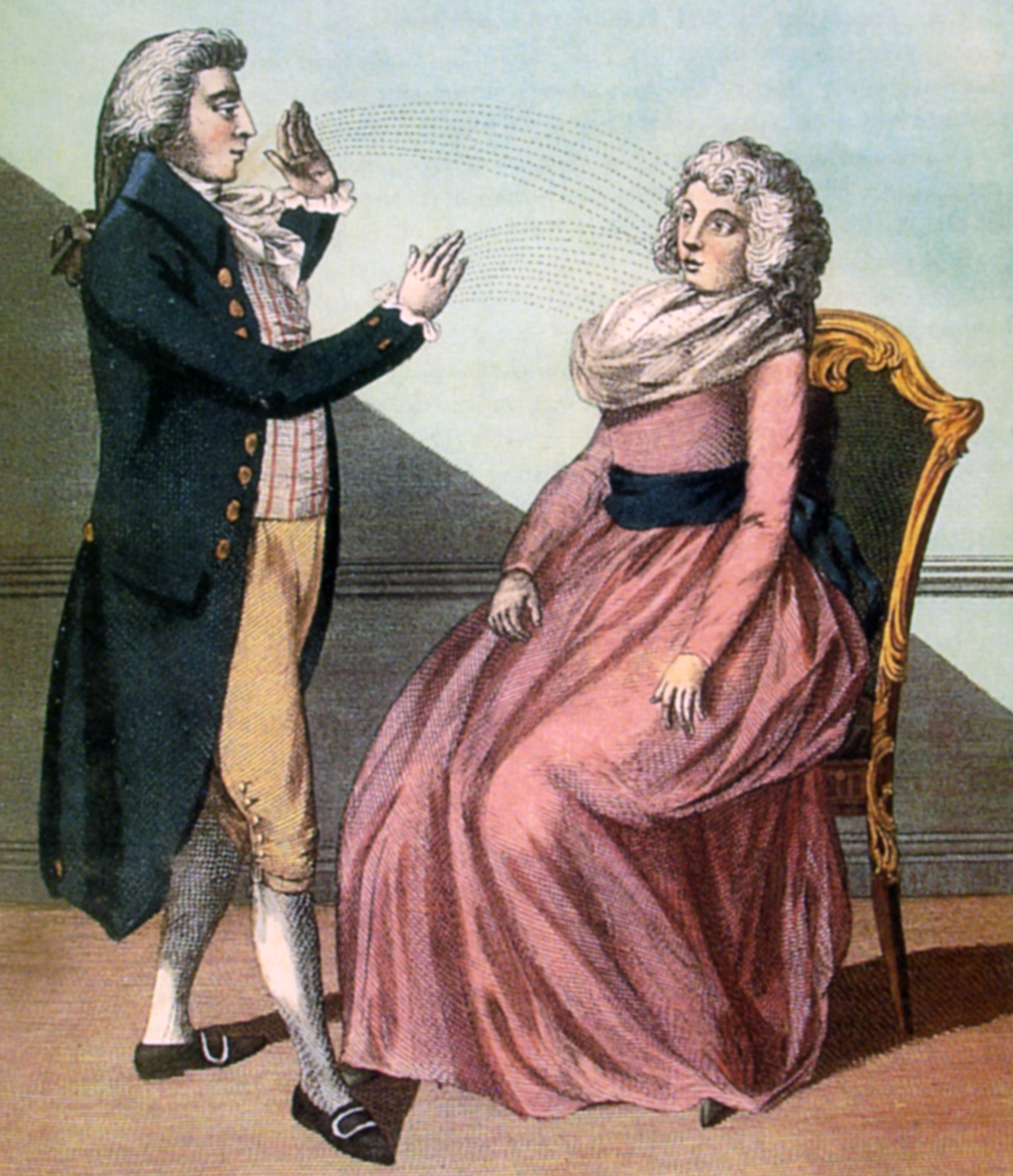
Le médecin allemand Franz-Anton Mesmer postula à la fin du XVIIIe siècle l'existence d'un fluide magnétique universel qui, chez les êtres vivants, prenait la forme du magnétisme animal, et dont on pouvait faire une utilisation thérapeutique.

1° Influence de la volonté consciente (p. 187)
a – La contraction musculaire (p. 187)
« La contraction des muscles est évidemment la plus importante des fonctions organiques qui dépendent de la volonté consciente. »
b – Courant volontaire dans les nerfs sensibles (p. 193)
« Nous avons déjà constaté l'existence d'un courant nerveux comme effet réflexe de l'attention. Le même courant peut aussi bien être provoqué par l'action de la volonté, et aussi être rendu plus énergique. »
c – Le courant nerveux magnétique (p. 195)
« Les phénomènes les plus importants du mesmérisme ou du magnétisme animal sont presque à considérer comme reconnus par la science. »
d – Les fonctions végétatives (p. 197)
« La volonté consciente n'a sur eux aucune influence directe, mais nous avons vu qu'elle n'en a pas davantage sur les nerfs moteurs et sensibles, et que l'action directe appartient toujours à la volonté inconsciente. »
2° Influence de l'idée consciente (p. 198)
« L'idée consciente d'un effet déterminé peut souvent, sans l'intervention de la volonté consciente, provoquer la volonté inconsciente à produire les effets propres à réaliser cet effet, en sorte que la pensée consciente considère la réalisation de cet effet comme involontaire. »

#### L'Inconscient dans la production organique (p. 204)
« Il ne nous reste dans ce chapitre qu'à présenter quelques observations sur la finalité de l’organisme, et à montrer ensuite comment elle se rattache par gradation continue, aux manifestations jusqu'ici observées de l'Inconscient. »
« Je pose d'abord en principe que la fin du règne animal est le développement de la conscience. »
« Il faut admettre que la faculté de se mouvoir est la condition du développement de la conscience. »
« Le règne végétal n'existe absolument, ou, du moins, en grande partie que comme instrument du règne animal. »

### Deuxième partie – La manifestation de l'Inconscient dans l'esprit humain (p. 225)
« La seule hypothèse qui nous reste, à savoir que l'activité inconsciente de l'âme se construit avec intelligence son propre corps et le conserve, n'a rien contre elle, mais a en sa faveur, au contraire, toutes les analogies qui se peuvent tirer des lois les plus différentes de physiologie et de la vie animale. »

#### L'instinct dans l'esprit humain (p. 227)
« S'il est impossible dans l'analyse de séparer entièrement l'un de l'autre l'âme et le corps, il ne l'est pas moins d'isoler les instincts qui se rapportent aux besoins du corps de ceux qui se rattachent aux besoins de l'âme. »
« Un instinct réflexe de l'âme est la sympathie ou la disposition à partager les sentiments d'autrui. »
« La sympathie est le lien métaphysique qui, en dépit de l'égoïsme, rattache l'individu aux autres individus sous l'action de la sensibilité : elle est l'impulsion la plus propre à nous faire accomplir les actes que la conscience déclare moralement bons ou beaux, et qui dépassent la mesure stricte du simple devoir. »

#### L'Inconscient dans l'amour des sexes (p. 244)
« L'homme, qui dispose de tant de moyens de satisfaire le besoin physique et y trouve le même soulagement que dans l'acte copulatif, irait-il se commettre à l'acte grossier, répugnant, humiliant de la génération, si l'instinct ne l'y ramenait sans cesse ? »
« Le but que poursuit le démon de l'amour est donc réellement, et en vérité, la seule satisfaction du besoin sexuel avec un être déterminé. Tout ce qui vient s'ajouter à ce penchant essentiel, l'harmonie des âmes, l'adoration, l'admiration, n'est qu'un masque trompeur, un prestige trompeur : ou c'est autre chose que l'amour dans l'amour même. »

#### L'Inconscient dans la sensibilité (p.269)
« [L]e plaisir et la peine n'ont que des différences quantitatives d'intensité, mais non des différences qualitatives. »
« Celui qui a compris que le plaisir et la peine dans les sensations physiques sont de même nature, ne tardera pas à comprendre qu'il en est de même pour les peines et les plaisirs de l'esprit. »
« Le plaisir et la douleur sont partout semblables. Ce qui le prouve c'est qu'on mesure l'un avec l'autre. On établit la balance des plaisirs et des peines à venir ; et la réflexion, le raisonnement, la résolution des hommes reposent sur les données de cette comparaison. Mais il n'y a de commune mesure qu'entre des choses identiques : il n'en existe pas entre le foin et la paille, entre le setier et la livre. »
« Admettons provisoirement la doctrine qui fait de la volonté l'antécédent du plaisir, nous y trouvons une confirmation inattendue de l'identité du plaisir et de la peine sous toutes leurs formes. »
« Souvent nous ne savons pas au juste ce que nous voulons ; et, souvent même, nous croyons vouloir tout le contraire. Le plaisir ou la peine, qui suivent la résolution, nous éclairent alors sur notre véritable volonté. »

#### L'Inconscient dans le caractère et la moralité (p. 287)
« Le vouloir ne diffère que par l'intensité : toutes les variétés apparentes qu'il présente se rapportent à son contenu, c'est-à-dire à l'idée de ce que l'on veut. »
« Si le choix de la volonté ne dépendait que de la psychologie, la psychologie serait très simple ; et son mécanisme, uniforme dans tous les individus. »
« Il faut donc affirmer que la décision de la volonté s'élabore dans la région de l'Inconscient ; que l'on en voit que le résultat définitif, et au moment où l’application pratique en est faite par l'action. »
« [L]' origine des actes auxquels nous donnons les qualification de moraux et d'immoraux se trouvent dans l'Inconscient. »
« [L]a nature, en tant qu'elle est inconsciente ne connaît pas la distinction de ce qui est moral et de ce qui ne l'est pas. [...] La volonté générale de la nature ne connaît rien en dehors de soi. Elle comprend tout et tout lui est identique. Le bien et le mal n'existent pas pour elle mais seulement pour la volonté de l'individu. Les concepts du bien et du mal supposent nécessairement un rapport entre une volonté et un objet extérieur . »
« Puis qu’enfin la conscience n'est qu'un produit de la nature inconsciente, le moral ne peut être l'opposé du naturel, mais seulement une forme supérieure à laquelle le naturel s'est élevé par sa propre puissance et à l'aide de la conscience. »

#### L'Inconscient dans le jugement esthétique et la production artistique (p. 297)
« Pour le génie, qui doit ses conceptions à l'Inconscient, tous les éléments de l’œuvre artistique sont si étroitement liés, si bien coordonnés et associés entre eux, que l'unité parfaite de l’œuvre ne permet de la comparer qu'aux organismes de la nature, qui doivent également leur unité à l'Inconscient. »
« Si l'on a compris […] que la production artistique a sa source dans l'action de l'Inconscient, on ne s'étonnera plus de découvrir que les organismes créés par la nature, où nous avons démêlés la manifestation la plus immédiate de l'Inconscient, observent aussi fidèlement que possible les lois de la beauté […] C'est une preuve importante de plus en faveur du plan intelligent, qui a présidé à la formation des organismes d'après les idées préexistantes. »
« Combien, au point de vue esthétique, la théorie de Darwin paraît insoutenable ! »
« L'invention et la réalisation du beau dérivent de processus inconscients, dont le résultat se traduit dans la conscience par le sentiment et l'invention du beau (idée inspiratrice). »

#### L'Inconscient dans l'origine du langage (p. 323)
« [L]a parole humaine doit être une inspiration du génie de l'humanité, l’œuvre instinctive des masses. »

#### L'Inconscient dans la pensée (p. 332)
« Rien ne s'oppose à ce que l'on conçoive un esprit supérieur, qui serait si complètement maître de la méthode intuitive qu'il pourrait se passer entièrement de la déduction. »
« Un esprit qui serait en rapport plus intime avec l'Inconscient que le nôtre, trouverait d'intuition la réponse à toutes les questions, et saisirait instantanément la solution nécessaire que la logique impose. »
« Cette apparition de certaines vérités à la lumière de la conscience, et leur combat et leurs triomphes contre les opinions dominantes, sont gouvernés […] par une logique inconsciente, par une providence historique dont personne n'a eu un sentiment plus clair que Hegel. »

#### L'Inconscient à l'origine de la perception sensible (p. 358) [4 sections]
« La production inconsciente de l'espace est le fondement sur lequel repose la formation de la perception sensible. Or c'est avec la perception sensible que commence la conscience ; c'est sur elle que repose toute pensée consciente. »
1° Prenons d'abord comme établi que l'espace et le temps ne peuvent être connus par la pensée, qu'autant que celle-ci les produit spontanément (p. 359)
a – Nous devons présenter clairement les raisons qui démontrent l'existence d'un non-moi en dehors du moi, ou la réalité du monde extérieur (p. 359)
b – Les mathématiques sont la science des idées que la pensée se fait de l'espace et du temps, et qu'elle ne peut pas ne pas s'en faire (p. 365)
c – La vue et le toucher doivent les impressions qu'ils nous transmettent à des propriétés tout à fait différentes des corps […] (p. 366)
d – La vue et le toucher seuls, et non les autres sens, sont en état d'éveiller dans l'âme une perception de l'étendue (p. 366)
2° Il n'est pas dans notre intention de combattre la doctrine de Kant, dont l'énoncé ouvre ce chapitre ; nous l'acceptons au contraire (p. 367)
« Mais pourquoi l'âme, en général, transforme-t-elle en une image étendue dans l'espace une somme de sensations qui ne diffèrent que par la qualité : nous ne pouvons trouver dans le processus physiologique aucune raison à cela. Nous devons même nier qu'il en puisse exister une. Nous ne pouvons reconnaître ici que l'action d'une cause finale. Ce processus merveilleux, en effet, permet à l'âme de créer le fondement sur lequel reposera sa connaissance du monde ; car, sans l'intuition de l'espace elle ne pourrait jamais sortir de chez elle. »
3° C'est à cette fin unique que nous rapportons l'intuition de l'espace (p. 379)
« Nous devons considérer la production de l'espace dans l'intuition de la conscience individuelle (de même que dans la création du monde réel) comme une fonction de l'Inconscient. »
4° Le temps, comme forme de la pensée et de l'être, offre tant d'analogie avec l'espace qu'on les a presque toujours associés (p. 380)
« L'animal et l'enfant projettent instinctivement leurs perceptions sensibles en dehors, comme des objets indépendants de leur pensée. Aujourd'hui encore tout homme naïf croit percevoir les choses elles-mêmes, parce que ses perceptions, dont l'extériorité est une détermination, sont transformés en objets par l'instinct. C'est ainsi seulement que le monde des objets se présente tout réalisé pour un être qui ne se considère même pas encore comme sujet. »

#### L'Inconscient dans le mysticisme (p. 389)

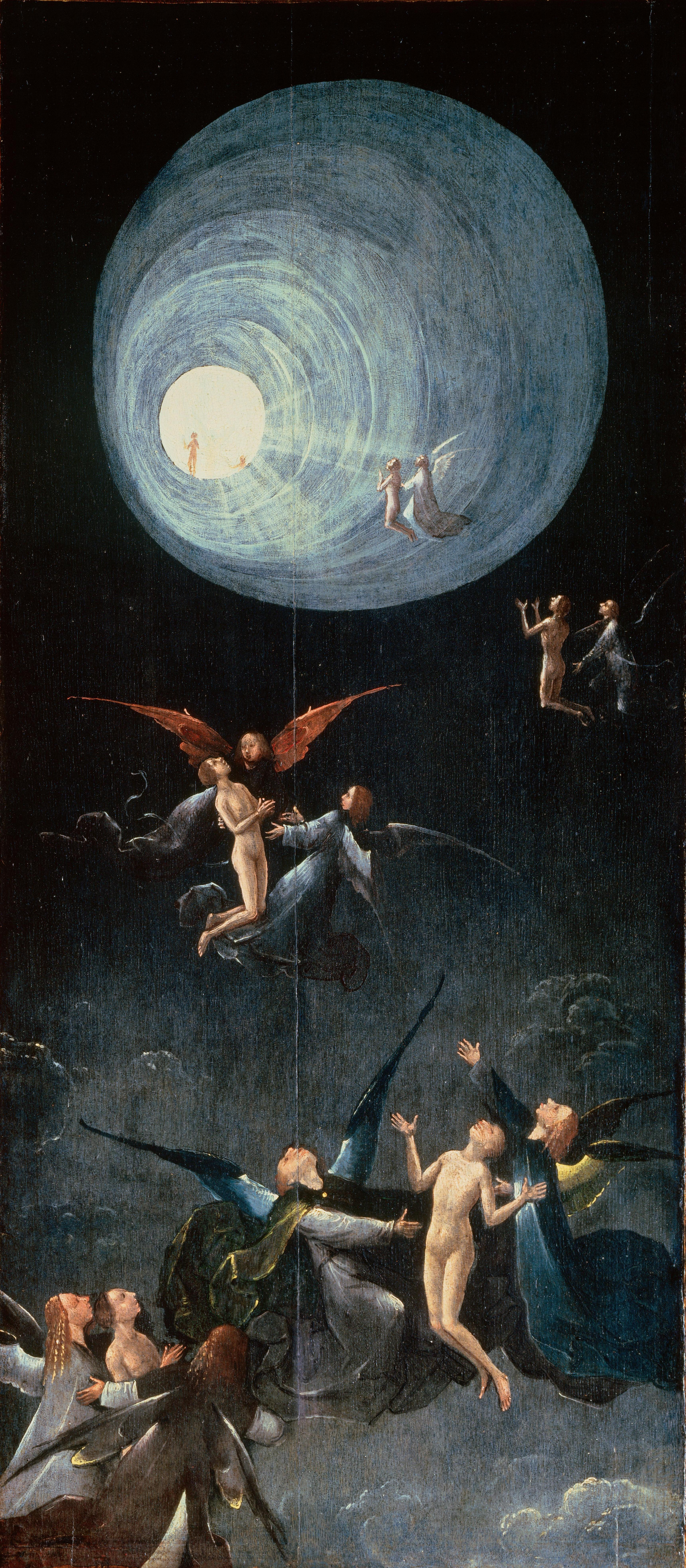
Jérôme Bosch, Visions de l'au-delà. « C'est grâce aux influences mystiques que le génie du peuple allemand, que les héros de la poésie et de l'Allemagne moderne nous ont préservé des sables mouvants, sous lesquels le matérialisme de la France menaçait, au siècle précédent, de nous engloutir complètement […] ».

« C'est grâce aux influences mystiques que le génie du peuple allemand, que les héros de la poésie et de l'Allemagne moderne nous ont préservé des sables mouvants, sous lesquels le matérialisme de la France menaçait, au siècle précédent, de nous engloutir complètement, et nous aurait empêchés, Dieu sait pour combien de temps, de redresser librement la tête. »
« Qu'est-ce au fond que le mysticisme ? Écartons tous les éléments qui le défigurent : il nous restera un fond de sentiment, de pensée, de volonté. »
« L'histoire montre que la philosophie n'a fait que transformer des idées de provenance mystique, et substituer à la forme des images et aux affirmations non démontrées la forme et les affirmations d'un système rationnel. »

#### L'Inconscient dans l'histoire (p. 410)
« La nature et l'histoire, ou la formation de l'organisme et le développement de l'espèce humaine doivent être étudiés parallèlement. »
« Les moyens par lesquels une forme déterminée de l'idée se réalise dans une certaine période sont de deux sortes : tantôt une impulsion instinctive entraîne les masses, tantôt surgissent des génies qui montrent la route et frayent la voie. »
« Les masses populaires n'agissent pas toujours par un emportement aveugle, et sans avoir conscience de leur but : elles peuvent avoir un but sous les yeux. Mais d'ordinaire, le but qu'elles poursuivent est méprisable et insensé ; et le véritable dessein, auquel le génie de l'histoire fait servir toutes ces révolutions, ne se révèle que beaucoup plus tard. – Le même génie, sans avoir besoin d'enflammer les masses, se sert de l'initiative des individus extraordinaires, pour atteindre des résultats bien éloignés des intentions de ces derniers. »
« Autant la perspective de ce combat perpétuel est faite pour décourager les optimistes, autant elle paraît grandiose à celui qui croit que la nature tend, par tous les moyens possibles, à la plus haute perfection intellectuelle. Il lui suffit de s'habituer à la pensée que l'Inconscient n'est pas plus touché par les lamentations de plusieurs milliards d'êtres humains que par celles d'un nombre égal d'animaux : il lui suffit que ces plaintes sont nécessaires au progrès du monde et par suite à son but suprême.»
« La difficulté consiste maintenant à rendre le travailleur assez raisonnable pour qu'il consente, après avoir brisé le joug du capital, à prendre dans l'association la place pour laquelle il est fait. Développer dans ce sens l'éducation […], c'est le problème social le plus important que le présent est à résoudre. L'avenir est destiné à voir se réaliser la libre association des travailleurs ; mais on ne peut dire encore par quels moyens ni par quelles voies. »
« [S]i nous devons admettre [...] que presque toujours les hommes poursuivent un but et en réalisent un autre, nous devons aussi avouer que ni la volonté des individus, ni le jeu des combinaisons que le hasard peut produire entre les actes particuliers ne suffisent à rendre compte de ce progrès ; qu'une puissance secrète préside au mouvement de l'histoire ; et que ce mouvement se déroule sous le regard perçant d'une sagesse qui voit de loin [...], qui sait faire servir les fins particulières que poursuit l'individu à la réalisation du plan général. »

#### Du prix de l'Inconscient et de la conscience dans la vie humaine (p. 440)
« J'ai suffisamment fait ressortir jusqu'ici le rôle de l'Inconscient : on pourrait m'accuser de le juger avec plus de faveur que la conscience. Je veux, pour écarter ce reproche, comparer le prix de la conscience et de l'Inconscient, et leur rôle différent dans la vie : tel est l'objet de ce chapitre. »
1° La conscience prévient les erreurs que la passion engendre (p. 443)
2° Elle empêche l'irréflexion et l'irrésolution (p. 445)
3° Elle choisit les moyens les mieux appropriés aux buts poursuivis (p. 445)
4° Elle détermine la volonté, non d'après la passion du moment, mais en vue de la plus grande félicité possible pour la vie tout entière de l'individu (p. 446)
5° La raison consciente est d'un grand prix pour la moralité (p. 447)
6° La réflexion seule peut nous aider dans le choix d'une profession, de nos plaisirs, de nos relations et de nos amis (p. 448)
7° Elle supprime les regrets stériles (p. 449)
8° Elle nous assure, dans la recherche de la vérité, la félicité la plus haute et la plus durable que l'homme puisse goûter (p. 451)
9° La production artistique est soutenue par le travail de la réflexion et de la critique (p. 451)

### Appendice – Études sur la physiologie des centres nerveux (p. 461)

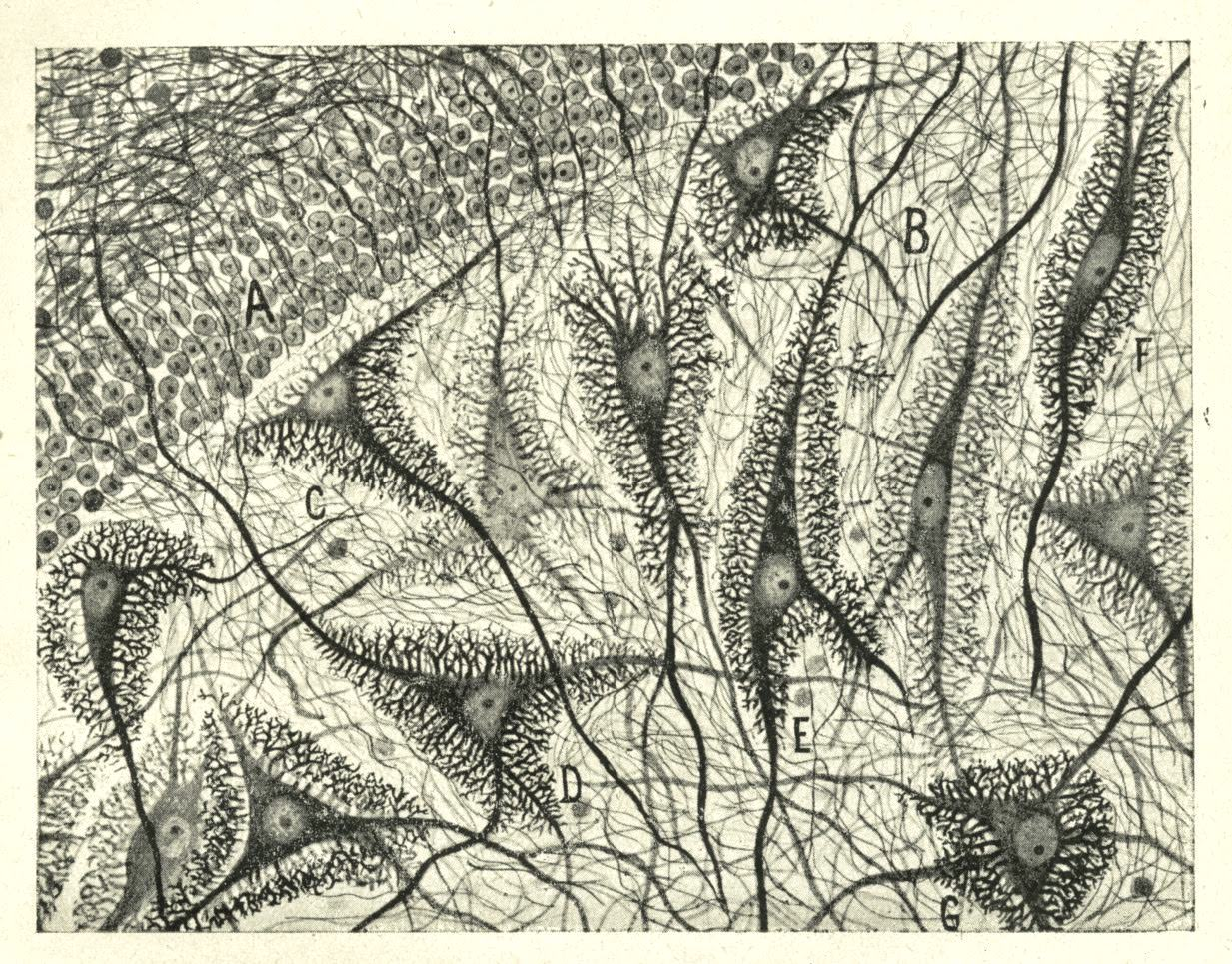
Cellules nerveuses, dites « ganglionnaires », par Santiago Ramón y Cajal sur un dessin de la fin du XIXe siècle.

#### Introduction (p. 461)
« Bien que la connaissance que nous en avons nous paraisse encore défectueuse et superficielle, on peut la saluer avec confiance comme un premier fondement pour la physiologie des centres nerveux .»

#### Filets nerveux et cellules ganglionnaires (p. 465)
« Tous les éléments nerveux se distinguent en deux classes bien distinctes : les filets conducteurs et les cellules ganglionnaires. »
« C'est à l'action collective d'excitations qui se succèdent régulièrement et qui seraient isolément restées au-dessous de la limite, qu'il faut demander le secret de la formation de la plupart des impressions sensibles d'une moyenne énergie. »

#### La moelle épinière (p. 474)
« Il faut toute la force du préjugé psychologique, qui affirme qu'aucune conscience ne peut résider dans mon organisme, qui ne soit présente à ma conscience personnelle, c'est-à dire à la conscience de mes hémisphères, pour qu'un Wundt lui-même est méconnu le fait essentiel de la psychologie physiologique, l'aptitude à la conscience de chaque cellule ganglionnaire. »

#### La face interne ou spirituelle du processus réflexe (p. 479)
« De quelque façon qu'on envisage la chose, on ne peut nier que toutes les fonctions du système des centres nerveux et avec elles toutes les manifestations de notre vie, toute notre activité spirituelle tombe sous la définition du réflexe. »
« [I]l faut ou nier la sensation et la volonté, en dépit du témoignage de l'expérience interne, dans les fonctions les plus élevées de l'esprit, ou les reconnaître dans les processus réflexes des centres les plus infimes. »
« [L]es phénomènes objectifs et matériels, comme les processus internes de la conscience, ne sont que les deux manifestations opposées et indissolublement corrélatives d'un seul et même être, qui est toujours plus accessible à notre regard par le dedans que par le dehors, parce que dans le premier cas nous en avons du moins une connaissance immédiate, tandis que dans le second nous n'atteignons le phénomène objectif que par l'intermédiaire du phénomène subjectif. »
« L'être qui est au fond des phénomènes commence pour la vie psychologique interne au point justement où cesse la conscience ; le principe spirituel et inconscient, d'où naît la conscience de la sensation, est le même que celui qui, en opposition avec d'autres réalités semblables à lui, constitue le phénomène objectif. »

#### Le caractère téléologique de la fonction réflexe (p. 488)
« Ce qui prouve incontestablement la nature psychique interne du processus réflexe, c'est le caractère téléologique de cette réaction, lequel se manifeste dans l'absolue convenance du réflexe physiologique. »
« [L]e mécanisme extérieur des processus matériels et le mécanisme interne des idées et des désirs conscients ne sont que les manifestations correspondantes d'une seule et même substance métaphysique : ainsi la régularité de ce mécanisme externe et interne n'est pas simplement le développement parallèle de substances reliées entre elles par une harmonie préétablie, mais l'accord des phénomènes émanés d'une substance métaphysique une dans son essence. Envisagée sous ce point de vue, la conscience conserve sa passivité : non plus comme accident de la matière, mais comme phénomène d'une substance immatérielle, dont le mouvement matériel est l'autre manifestation phénoménale. Le principe psychique n'est plus limité à la sphère de la conscience, mais pénètre plus profondément jusqu'au sein de la métaphysique de l'être.»
« Si l'on n'entend pas le parallélisme des deux problèmes, tous deux demeurent insolubles […] Mais, au contraire, du moment où l'on ne voit plus dans les mécanismes internes et externes que la double manifestation d'un seul et même être, et où l'on saisit l'unité du problème téléologique sous les deux formes de la réalité phénoménale, le principe unique du caractère téléologique, que présentent aussi bien le mécanisme externe de la matière que l'activité consciente de l'esprit, ne peut plus être cherché que dans la constitution partout présente de la substance métaphysique, dont les deux espèces de phénomènes ne sont que les accidents. »
« Déjà même les physiciens proprement dits reconnaissent l'activité interne, spirituelle, des atomes. On commence à pressentir que l'explication des lois les plus simples du mécanisme de l'atome, qu'on se bornait jusqu'à présent à admettre comme un fait, doit être demandée à la connaissance de l'essence spirituelle des atomes, et cherchée dans les analogies que cette essence présente avec notre âme propre. »

#### Classification des quatre séries principales de centres nerveux (p. 502)
« Si nous examinons de près le système nerveux de l'homme, nous devons y distinguer tout d'abord différents centres nerveux : 1° Les centres primaires, ceux de la pensée […], 2° Les centres secondaires, ceux de la sensation […], 3° Les centres tertiaires ou centres de l'activité réflexe, 4° Les centres organiques (de la vie végétative) […] » [Hartmann citant Henry Maudsley]
« L'activité interne et spirituelle dans les centres sensoriels correspond exactement à la mécanique externe des mouvements moléculaires. »
« Ce développement supérieur de la finalité du mécanisme externe et du mécanisme intellectuel, n'est que la double manifestation phénoménale d'une fin supérieure (inconsciente), qui détermine la vie individuelle de l'organisme correspondant. »
« Si un tel génie apparaît tout à coup au temps convenable, dans une harmonie inconsciente avec la nature entière, et montre par son développement qu'il s'est nourri des idées que les autres ont à l'avance préparées pour lui : on devra considérer un tel processus comme un processus inconscient au sens le plus élevé du mot. »

#### De la forme des parties du cerveau et de sa signification (p. 515)
« Pour l'organisme comme tel le centre de gravité du système nerveux central n'est placé ni dans la moelle épinière trop peu active, ni dans les deux grands hémisphères, dont l’activité consciente et intelligente accuse une finalité qui dépasse les fins immédiates de la vie organique, mais dans les parties situées entre le cerveau antérieur et la moelle épinière. »

#### Les centres des sens qui forment l'espace (p. 519)
« Ces deux sens [la vue et le toucher] sont les seuls sens étendus, c'est-à-dire les seuls qui étendent dans l'espace leurs sensations. »
« Il ne me paraît pas déraisonnable de croire que la fusion dans la pensée de l'étendue tactile et de l'étendue visible, d'où résulte l'étendue unique du champ de nos perceptions, cette fusion que nous sommes habitués à faire par un raisonnement inconscient, pourrait avoir ici un fondement physiologique semblable à celui que constitue le chiasme des nerfs optiques pour la fusion du champ visuel de l’œil droit avec celui de l’œil gauche en un champ unique de vision. »

#### Le cervelet (p. 523)
« Bien que presque tous les sens paraissent être assez complètement représentés dans le cervelet, la destruction de cet organe n'altère pas la perception sensible des hémisphères cérébraux. Cela prouve que les derniers ne recueillent, par l'intermédiaire du cervelet, aucune espèce de perception sensible (même celles de l’ouïe), dans le même sens qu'il recueillent les perceptions visuelles par l'intermédiaire des tubercules quadrijumeaux. » 

#### Le cerveau antérieur (p. 527)
« C'est uniquement à la multiplicité et à la perfection de ces commissures qu'est due la communication si facile qui […] permet que, par le travail de la communication et de la comparaison, [les cellules ganglionnaires des deux hémisphères] se fondent en une seule conscience. »
« Nous avons fait observer déjà que le cerveau antérieur n'est à l'origine que le ganglion olfactif. »

#### La coopération et la subordination des centres nerveux (p. 533)
« Celui qui aborderait l'étude de l'organisation des vertébrés supérieurs avec l'idée préconçue que toutes les fonctions y sont, comme dans la plante, exécutées par la collaboration démocratique  d'individus égaux, de cellules de même ordre, ne tarderait pas à reconnaître son erreur, en voyant la concentration des pouvoirs et l'empire que le supérieur exerce sur l'inférieur, et les hémisphères cérébraux sur le tout. Celui qui, au contraire, s'inspirant d'une psychologie étroite, croirait qu'un seul organe conduit et gouverne tout, que rien n'arrive sans son ordre, que tout se passe comme il le prescrit dans les moindres détails, celui-là […] apprendrait qu'en dépit de la centralisation rigoureuse qu'exigent les intérêts généraux de l'organisme total, en dépit d'une certaine suprématie de l'autorité supérieure, celle-ci est complètement débarrassée des menues fonctions et des détails multiples de la direction [...] »
« L'organisme total ne se développe et ne se conserve que par l'action spontanée et ininterrompue de toutes les cellules comme autant d'individus, de la même manière que l’État ne se maintient que par le concours spontané de tous les citoyens. »
« Ainsi l'organisme nous offre là, comme dans un modèle idéal, la combinaison ingénieuse d'une royauté dirigeante, de ministres responsables, de pouvoirs locaux indépendants et de la liberté individuelle : il tient le juste milieu entre l'anarchie démocratique et la centralisation administrative. »

#### L'organisme et l'âme (p. 544)
« Pour nous, aujourd'hui, l'âme est bien encore une substance psychique existant en soi et pour soi ; mais, comme telle, elle n'est pas individuelle (pas une monade). »
« L'âme séparée du corps, n'est pas un individu, n'a aucun rapport avec l'espace, et l'on ne saurait parler du lieu ou du siège qu'elle occupe. »
« L'âme individuelle (comme unité inconsciente de toutes les fonctions psychiques de l'individu organique et psychique) n'est en soi et pour soi nulle part. Si on la rapporte au phénomène extérieur de l'individu organique et psychique, elle s'étend aussi loin que l'organisme. »
« [Le lien mystérieux qui unit l'individualité externe de l'organisme avec l'individualité interne de l'âme] ne peut en aucune façon être cherché dans le monde des phénomènes, soit externes et matériels, soit internes et conscients. Ce lien doit donc être cherché en dehors de la matière et de la conscience. La psychologie physiologique est obligée par son propre concept de s'aventurer sur le domaine de la métaphysique. Quand cette vérité incontestable sera reconnue clairement et universellement, le jour sera venu de l'entente entre la science et la philosophie, et ce n'est pas sans raison qu'il a tant tardé : une ère nouvelle se lèvera pour la science. »
« Le lien qui unit l'organisme et la conscience dans l'unité de l'individu organique et psychique, la source de vie d'où s'épanchent dans une éternelle et toujours nouvelle harmonie les lois de la réalité matérielle et celles de la vie consciente, – l'être qui se révèle par ces deux formes du monde phénoménal, c'est l'Inconscient ou esprit inconscient dans sa double nature de volonté toute-puissante et d'idée logique (et par suite téléologique). C'est cet Un-Tout inconscient, dont on désigne sous le nom d'âme inconsciente l'individuation fonctionnelle. »

## PLAN DÉTAILLÉ DU TOME II:Métaphysique de l'Inconscient

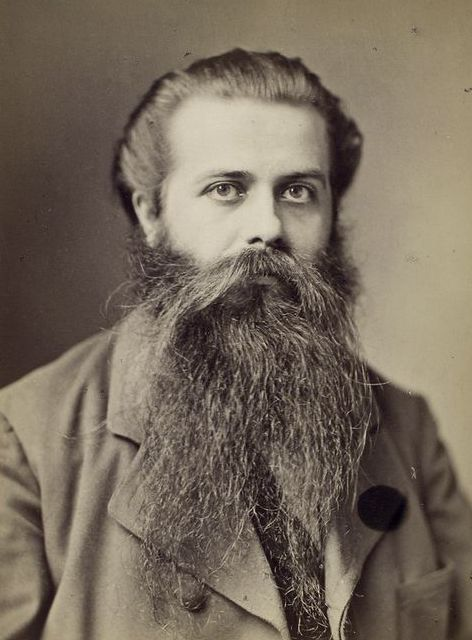
« C'est lorsque, dans son expansion au dehors, la volonté rencontre une résistance qui l'arrête ou qui la brise, que se produisent le phénomène objectif de l'existence matérielle et le phénomène subjectif de la conscience. »

### Troisième partie – Métaphysique de l'Inconscient (p. 1)

#### Les différences entre l'activité consciente et l'activité inconsciente de l'esprit; l'unité de la volonté et de l'idée dans l'Inconscient (p. 3)
1° L'Inconscient ne connaît pas la maladie (p. 3)
2° L'Inconscient ne connaît pas la fatigue (p. 3)
3° Toute pensée consciente est assujettie aux formes de la sensibilité ; la pensée inconsciente en est nécessairement affranchie (p. 5)
4° L'Inconscient n'hésite et ne doute jamais (p. 6)
5° L'Inconscient ne se trompe jamais (p. 8)
6° La conscience doit tout son prix à la mémoire (p. 11)
7° Dans l'Inconscient la volonté et l'idée sont indissolublement associés (p. 11)

#### Le cerveau et les ganglions, comme conditions de la conscience animale (p. 19)
1° Le cerveau, soit dans sa forme, soit dans sa matière, est le produit le plus parfait de l'activité organique (p. 22)
2° Dans le cerveau, le renouvellement de la matière est plus rapide que dans toute autre partie du corps (p. 23)
3° Le cerveau n'exerce aucune action immédiate sur les fonctions organiques de la vie corporelle (p. 23)
4° A la perfection croissante du cerveau ou des nœuds ganglionnaires qui le remplacent, répond le développement de l'intelligence dans la hiérarchie animale (p. 24)
5° Les dispositions intellectuelles et les aptitudes pratiques de l'homme se mesurent à la quantité de la substance cérébrale, pourvu toutefois que la qualité n'en soit pas altérée (p. 24)
6° L'exercice de la réflexion fortifie le cerveau comme l'exercice de toute fonction en fortifie l'organe (p. 27)
7° Tout ce qui trouble l'activité du cerveau, trouble aussi l'activité consciente de l'esprit (p. 28)
8° Il n'y a pas d'activité consciente de l'esprit en dehors ou en arrière des fonctions cérébrales (p. 32)

#### L'origine de la conscience (p. 36)
1° Comment la pensée devient consciente (p. 36)
« La conscience ne devient conscience de soi, qu'autant qu'elle fait son objet de l'idée du sujet. Il suit de là qu'il n'y a pas conscience de soi sans conscience, mais qu'il peut y avoir très bien conscience sans conscience de soi. »
« La matière, comme un phénomène objectif et réel (c'est-à-dire indépendant de l'intelligence qui le contemple), ne peut exister, qu'autant que deux ou plusieurs volontés d'atomes se croisent et se contrarient dans leurs manifestations ; de même la première conscience de la sensation comme phénomène subjectif et idéal ne peut exister sans le même conflit des volontés. »
« C'est lorsque, dans son expansion au dehors, la volonté rencontre une résistance qui l'arrête ou qui la brise, que se produisent le phénomène objectif de l'existence matérielle et le phénomène subjectif de la conscience. »
2° Comment la peine et le plaisir deviennent conscients (p.52)
« La sensation peut être un plaisir ou un déplaisir, une satisfaction ou une contrariété de la volonté […] La contrariété de la volonté ne saurait échapper à la volonté. La volonté, en effet, ne peut vouloir être contrariée ; ses déplaisirs résultent donc d'une violence extérieure qui lui est faite. »
« Mais la sensation du plaisir ou la satisfaction de la volonté échappe par elle-même à la conscience. La volonté ne réalise son objet et n'obtient ainsi la satisfaction poursuivie, qu'autant qu'elle ne rencontre aucune opposition ; aucune contrainte extérieure ne s'exerce sur elle, et rien ne l'empêche de se développer en pleine liberté ; elle ne peut donc arriver d'elle-même à la conscience. »
3° L'inconscience de la volonté (p. 55)
« La volonté par elle-même est absolument inconsciente, puisqu'elle ne peut être en contradiction avec elle-même. »
« C'est à cette cause inconnue et intérieure de son mouvement [que l'homme] donne le nom de volonté. Le concept ainsi formé n'est qu'une application du principe de causalité. Cela n'enlève rien à la certitude instinctive de sa vérité, pas plus que la certitude des objets extérieurs ne souffre de ce qu'ils ne sont pour nous que les causes externes et inconnues des impressions sensibles ; ou que la réalité du sujet de la pensée ou du moi intellectuel n'est compromise parce qu'il ne nous est connu que comme la cause interne et inconnue de nos pensées. »
« L’homme croit avoir une conscience directe de sa volonté [...] Mais sa conscience ne possède réellement ainsi que l'idée du contenu ou de l'objet de la volonté. »
4° La conscience n'a pas de degrés (p. 64)
« La conscience, pas plus que le non ou la négation, ne comporte de degrés […], elle doit être ou n'être pas : elle ne connaît pas le plus ou le moins. »
« [L]a différence qui sépare des autres une conscience en apparence inférieure […] vient de l'intensité moindre et de la pauvreté de son contenu. »
5° Unité de la conscience (p. 74)
« C'est uniquement la comparaison entre une idée présente et une idée passée qui détermine l'unité de la conscience entre deux moments distincts. »
« [L'unité de la conscience] porte aussi sur des représentations distinctes dans l'espace, c'est-à-dire provoquées par des molécules de matière distincte […] C'est la facilité de communications entre les molécules nerveuses qui, en fait, est la cause physique de l'unité de la conscience : les deux phénomènes se produisent dans la même proportion. Nous établissons donc, en principe, que la séparation des parties matérielles répond à la séparation des consciences. »
« Si l'on pouvait imaginer entre les cerveaux de deux hommes une communication semblable à celle qui relie les deux hémisphères d'un même cerveau, les pensées de l'un et de l'autre seraient perçues par une conscience commune et unique, qui réunirait les deux consciences individuelles. Chacun d'eux serait incapable de séparer ses idées de celles de l'autre : ils ne formeraient plus deux moi distincts, mais n'auraient qu'un seul moi. C'est ainsi que chez moi les deux hémisphères du cerveau sont rapportées à un seul moi. » 

#### L'Inconscient et la conscience dans le règne végétal (p. 79)
1° L'activité inconsciente dans l'âme des plantes (p. 80)
« [L'âme végétative] modifie les matériaux rebelles du monde inorganique et les élève aux formes de plus en plus parfaites de la vie organique : l'animal ne fait que régler et surveiller le processus naturel qui tend à les ramener à leur premier état. »
a – Activité organogénique de la plante (p. 80)
b – Vertu curative de la nature (p. 91)
c – Mouvements réflexes (p. 91)
d – L'instinct (p. 96)
e – L'instinct esthétique (p. 100)
2° La conscience dans les plantes (p. 101)
« Il est certain que, sur cette terre et jusqu'à présent, les nerfs sont la forme de la matière la plus propre à produire la sensation : mais il ne s'ensuit nullement qu'ils soient la seule. »
« Plus nous descendons l'échelle animale, plus les sensations intérieures, se rattachant à la digestion ou aux fonctions de reproduction, acquièrent d'importance en comparaison des sensations qui proviennent d'excitations extérieures. Dans les plantes […], la disproportion devient plus considérable encore. »
« D'après les considérations qui précèdent, on ne sera point surpris si nous accordons aux plantes une sensibilité, et, qui plus est, une sensibilité consciente, à l'égard de toutes les excitations contre lesquelles elles réagissent, soit instinctivement, soit d'une manière réflexe. »
« La plante n'a pas besoin, comme l'animal, d'une unité de conscience, elle n'a besoin ni de faire des comparaisons, ni de réfléchir sur ses actions. Elle a seulement besoin de sensations isolées qui puissent agir comme motifs pour l'intervention de l'Inconscient. »

#### La matière comme volonté et comme pensée (p. 118)

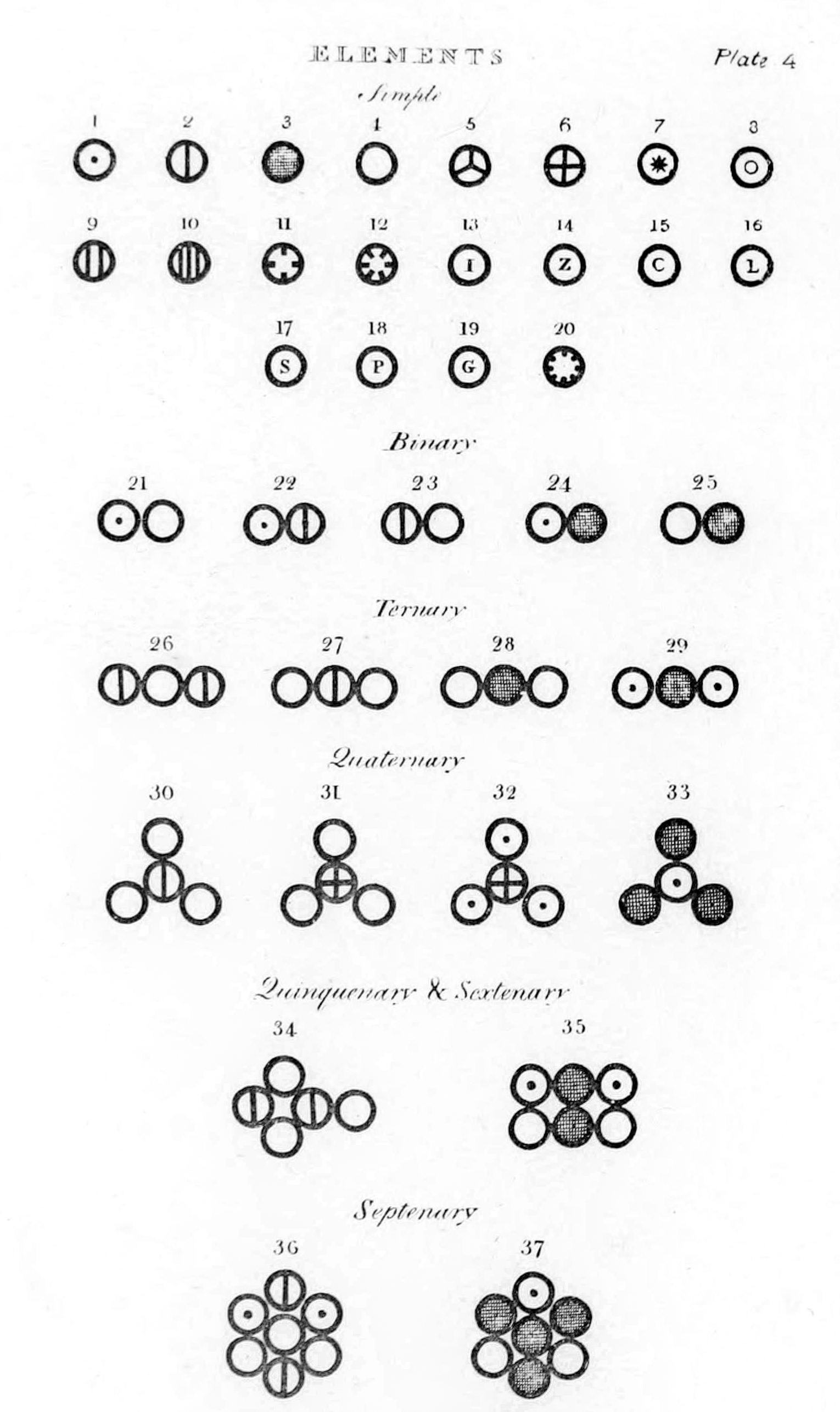
Les atomes de John Dalton sur une illustration de 1808. Hartmann envisage « la transformation de l'atomisme en dynamisme ».

« [L']atome est l'unité d'où résulte la masse, comme les nombres viennent de l'unité ; il n'est donc pas plus raisonnable de demander quelle est la masse d'un atome que de demander quelle est la grandeur numérique de l'unité. »
« Aussi loin que la science de la nature s'étend ou peut atteindre, elle ne saurait admettre autre chose que des forces. Si elle emploie encore aujourd'hui le mot de matière, elle ne désigne par là qu'un système de forces atomiques, un système dynamique. Le mot matière n'est qu'un signe abrégé indispensable, ou une formule pour ce système de forces. »
« La matière est l'objet d'un de ces préjugés instinctifs qu'engendre la sensibilité. »
« Notre présente définition de la matière supprime l'opposition qui a toujours existé entre les atomistes et les dynamistes. Notre théorie, en effet, repose sur la transformation de l'atomisme en dynamisme. »
« Il y a des forces positives et négatives, c'est-à-dire attractives et répulsives, en nombre égal […] Chaque force agit sur toutes les autres d'une manière uniforme, quels que soient ses caractères. La force positive s'appelle l'atome corporel ; la négative l'atome d'éther. A une certaine distance la répulsion de l'atome d'éther et l'attraction de l'atome corporel sont équivalentes ; mais […] c'est la répulsion qui domine à de petites distances comme celles qui séparent les molécules entre elles […] C'est l'attraction, au contraire, qui l'emporte pour les grandes distances. »
« Les manifestations des forces atomiques sont les actes de volontés individuelles dont l'objet est l'idée inconsciente de l'effet qu'il s'agit de produire. La matière se résout au fond en volonté et en idée. Ainsi s'évanouit l'opposition radicale de l'esprit et de la matière. »
« Ce n'est pas en tuant l'esprit, mais en animant la matière que ce résultat est obtenu. »
« Nous pouvons toutefois affirmer nettement que, si la matière est douée de conscience, c'est une conscience exclusive à chaque atome qui s'y rencontre ; et qu’aucune communication n'est possible entre les consciences individuelles des atomes. Il est donc entièrement faux de parler de la conscience d'un cristal ou d'un corps céleste : dans les corps inorganiques les atomes ont tout au plus, chacun isolément, une conscience particulière. Sans doute cette conscience atomique, par son contenu, serait la plus pauvre qu'il fût possible d'imaginer. »

#### Le concept de l'individualité (p. 153)
« L’unité qui résulte de la combinaison des parties est par elle-même toujours susceptible de division : le simple ne l'est pas. Une chose douée d'une telle simplicité et méritant au suprême degré la dénomination d'individu, nous la rencontrons dans la force atomique, étrangère à la matière, agissant en un point mathématique ; elle ne consiste que dans l'acte simple d'une volonté toujours la même. En dehors des atomes, il n'y a pas d'individus dans le règne inorganique. Chaque corps se compose de plusieurs atomes, qui sont comme ses parties ; et doit être un organisme pour être appelé individu. »
« [L]es corps célestes, tant qu'ils sont vivants, méritent ce nom : ils sont en réalité des organismes. »
« Qu'on étudie en un mot la géologie, la météorologie, l'économie générale de la nature, on verra que ce qui fait l'essence de l'organisme, à savoir la conservation et le perfectionnement de la forme par le renouvellement de la matière, se réalise complètement sur la terre. »
« [L']individualité consciente n'est possible que là où existe déjà l'individualité physique ; mais tout individu physique n'est pas pour cela un individu conscient. Le premier est la condition, non la raison suffisante du second. »
« L’apparition de [l'individualité consciente] est subordonnée à la présence de trois conditions nouvelles : une certaine espèce, et une certaine énergie du mouvement matériel, et, chez les individus d'ordre supérieur, une certaine perfection des moyens de communication. Si l'une de ces trois conditions n'est pas remplie, l'individualité extérieure ne correspond pas à l'individualité consciente. »

#### L'Inconscient comme l'Un-Tout (p. 191)
« Personne ne connaît directement le sujet inconscient de sa propre conscience : ce sujet ne se manifeste à moi que comme la cause spirituelle, en soi inconnue, de ma conscience. Quel droit ai-je de soutenir que cette cause inconnue de ma conscience est autre que celle à laquelle est due la conscience de mon voisin, qui lui-même n'en sait pas plus que moi sur ce sujet ? »
« C'est parce qu'une partie de mon cerveau est en communication avec l'autre partie que les consciences des deux parties n'en font qu'une seule. Si l'on pouvait unir les cerveaux de deux personnes par des liens propres à en assurer la communication, comme les fibres du cerveau le font pour les deux hémisphères, les deux personnes n'auraient plus deux consciences distinctes, mais une seule. Comment deux consciences pourraient-elles se confondre en une seule, ainsi que l'expérience nous montre que cela se fait partout, si l'Inconscient, qui engendre la conscience à la suite de l'excitation matérielle, n'était pas déjà un lui-même. »
« [A]ussitôt qu'on comprend que la conscience appartient, non au fond essentiel, mais aux manifestations de l'être, et que la multiplicité des consciences n'est que la multiplicité des manifestations phénoménales d'un même être, on peut alors se soustraire à l'empire de l'instinct « pratique », qui crie sans cesse : « moi, moi. »
« L'Inconscient est étranger par lui-même aux différences locales, bien qu'elles dérivent de sa pensée et de son acte […] Il est encore plus clair qu'aucune détermination de la durée ne s'applique à lui. »
« Que l'Inconscient change la combinaison des actions ou des actes de sa volonté qui me constituent, et je deviendrai un autre ; qu'il interrompe son action, et je cesserai d'être. Je suis un phénomène semblable à l'arc-en-ciel dans les nuages. »

#### L'Inconscient et le Dieu du Théisme (p. 215)
« Notre impuissance à nous faire une idée positive du mode de connaissance propre à cette intelligence nous condamne à la définir par opposition à notre manière de connaître (la conscience), et par suite à ne lui prêter d'autre attribut que celui de l'inconscience. Mais nos recherches antérieures nous ont appris que cette intelligence n'est rien moins qu'aveugle ; qu'elle est, au contraire, une vue véritable, même une intuition clairvoyante. »
« Nous pouvons donc définir cette intelligence inconsciente, qui est supérieure à toute conscience, comme une intelligence supraconsciente […] Cette intelligence réalise ses fins dans la création et l'histoire du monde. »
« C'est parce que le monisme s'est corrompu pour donner naissance à la doctrine de la pluralité, qui admet une substance créatrice et des substances créées, que la conception anthropomorphique d'un Dieu conscient a pu se produire. »
« En dehors de [sa] conscience, vide de toute idée, qu'il a du déplaisir indéfini auquel le condamne la volonté de vivre […], l'Un-Tout n'a que la conscience finie des individus conscients. Cette conscience lui suffit pour les fins réalisées par le processus du monde. »
« [L']activité totale, où se déploie l'intuition idéale de l'Un-Tout, peut tout connaître, sauf le point d'où elle émane, à savoir le centre de son activité infinie, à moins que quelques faisceaux de ses rayons ne viennent se briser sur le cerveau de quelque organisme et ne soient réfléchis de là sous la forme de la conscience. Mais c'est toujours une réflexion particulière, limitée, non la réflexion totale, absolue de la pensée inconsciente, qui se produit alors. »
« Si les anciennes affirmations du théisme, relativement à la personnalité, à la conscience de soi, à la conscience de Dieu, ne peuvent plus être soutenues, tout ce qu'elles offrent d'acceptable se rencontre dans notre concept de l'Inconscient. »

#### L'essence de la génération du point de vue de l'unité et de l'universalité de l'Inconscient (p. 248)
« L'âme de chacun des parents, comme celle de l'enfant, n'est que la somme des actions exercées sur un organisme approprié par l'Un-Inconscient. »
« Si l'Inconscient cessait, à un moment quelconque, d'exercer son action sur un organisme préexistant, ce dernier serait au même moment dépouillé de son âme, c'est-à-dire, mort : et les lois de la matière le détruirait impitoyablement. Et à son tour, la matière dont cet organisme est composé cesserait d'être, si l'Inconscient suspendait les actes de volonté qui constituent les énergies atomiques d'où cette matière résulte. »
« [L]a génération sexuelle n'est qu'un mécanisme, destiné à remplacer la génération spontanée avec une prodigieuse économie de forces […] Ainsi l'Inconscient n'a plus recours à la génération spontanée, lorsqu'il peut employer la génération sexuelle. »

#### Le développement progressif de la vie organique sur la terre (p. 273)
« J'admets que la sélection naturelle, dans la lutte pour l'existence, exerce une action considérable sur la formation des espèces nouvelles. Je ne crois pas pour cela que ce principe suffise à expliquer l'origine du monde organisé. »
« Du principe que le but doit être atteint avec la plus petite dépense de forces possibles, nous avons tiré les conséquences suivantes :
1° L'Inconscient dans la production des degrés supérieurs de l'organisation, renonce à la génération absolument spontanée ; il préfère rattacher les formes ultérieures aux formes déjà existantes.
2° Il ne tire pas directement de la forme inférieure la forme supérieure ; mais il fait sortir celle-ci d'un germe appartenant à l'espèce inférieure, après avoir disposé favorablement ce dernier.
3° Il procède par des gradations insensibles, autant que cela se peut ; et les différences les plus manifestes résultent de l'accumulation d'une multitude de différences imperceptibles entre les individus ;
4° Les déviations accidentelles du type spécifique, qui accompagnent la génération de chaque individu, sont mises à profit par lui, tant qu'elles ne sont pas contraires au but qu'il poursuit.
5° Il laisse à la concurrence vitale dans la lutte pour l'existence le soin de conserver les modifications du type spécifique, quelle qu'en soit l'origine, qui peuvent assurer aux organismes une vitalité plus grande dans cette lutte.
6° L'Inconscient doit exercer une action directe sur le développement de l'organisation […] »

#### L'individuation (p. 311)

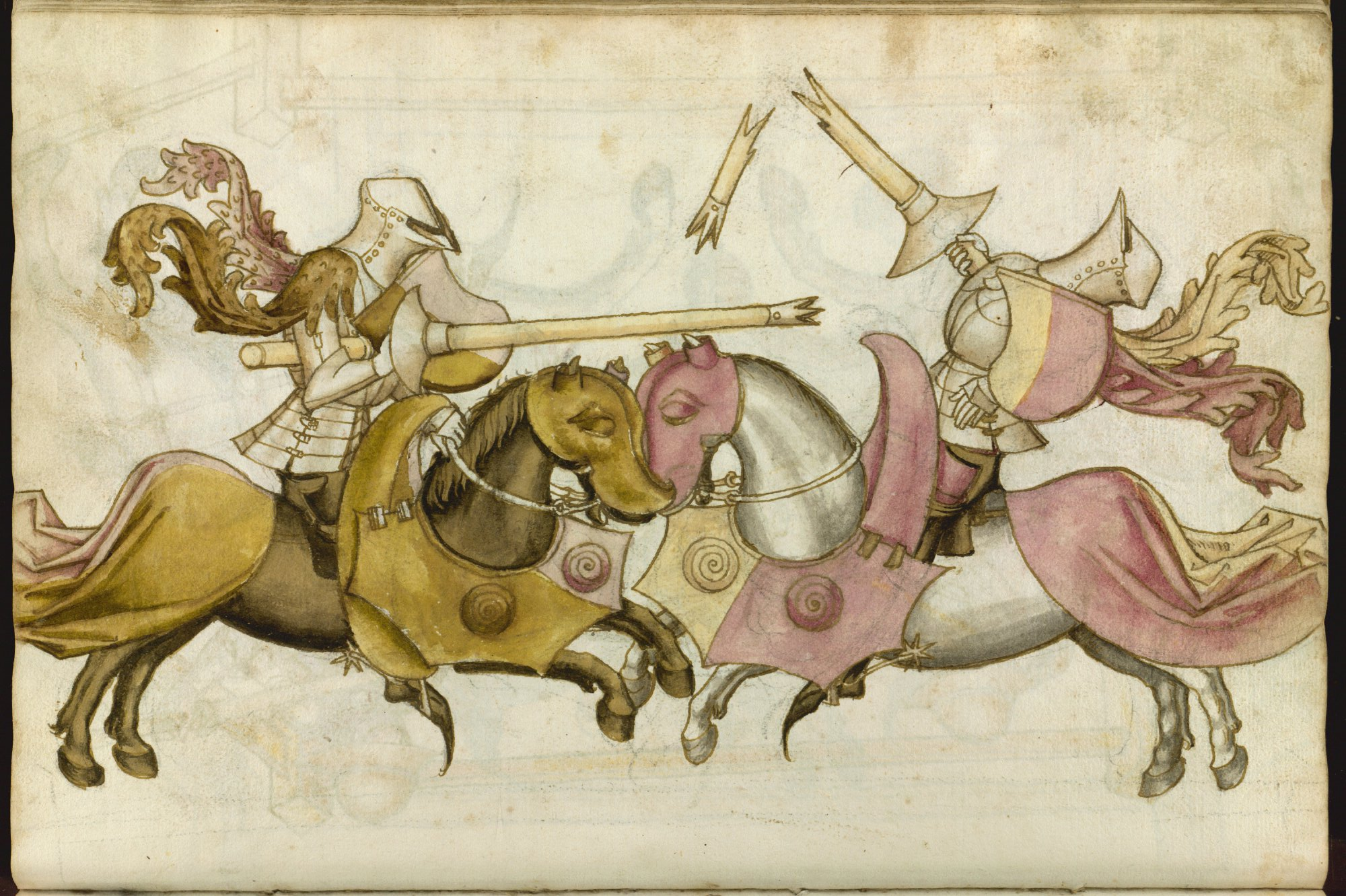
Pour Hartmann, les « forces d'attraction et de répulsion » animent toute la matière.

1° Possibilité et conditions de l'individuation (p. 311)
« Les individus d'ordre supérieur naissent par l'agrégation d'individus d'ordre inférieur, et par une intervention nouvelle de l'Inconscient en vue de faire sortir de là un individu supérieur. On doit donc, lorsqu'on étudie la notion de l'individualité, commencer par les individus d'ordre inférieur, par les atomes. »
« Les théories actuelles de la physique nous conduisent à l’hypothèse de deux espèces distinctes d'individus atomiques, les forces de répulsion et celles d'attraction. Dans chacun de ces deux groupes les individus sont entièrement semblables et ne diffèrent que par la place qu'ils occupent dans l'espace. »
« [L]es individus de l'ordre inférieur sont pour ceux de l'ordre supérieur comme le medium individuationis. »
« Les individus supérieurs, qui trouvent dans la matière un medium individuationis, ne différent pas seulement par les places qu'ils occupent, mais encore par la matière dont ils se servent : il y a donc place chez eux pour une riche diversité individuelle. »
2° Le caractère individuel (p. 324)
« Au fond, le principe de toutes les différences qui séparent les individus est le même à travers le monde entier des organismes. Les circonstances extérieures amènent des modifications dans l'organisme, qui provoquent, à leur tour, une modification de l'action exercée sur cet organisme par l'Un-Tout inconscient. Ces différences s'ajoutent à la différence qui résulte déjà de la diversité des matériaux dont l'organisme est formé ; et toutes ensemble forment cette somme de différences, qui constitue à chaque être une individualité distincte. »

#### L'Inconscient a la sagesse absolue; et le monde, toute la perfection possible (p. 337)
« L'Inconscient ne peut jamais se tromper, pas même douter ni hésiter […] L'Inconscient, à coup sûr, ne connaît pas l'erreur, puisque sa clairvoyance s'étend sur toutes les données que nous concevons sans les connaître, et les embrasse toujours et dans un seul moment. Rien chez lui de cette réflexion consciente qui va chercher laborieusement dans la mémoire, les unes après les autres, les données des problèmes, et se trompe si souvent et si complètement sur elles. »
« Chaque cause dans la nature nous apparaît comme un moyen propre à réaliser les fins suprêmes de la Providence ; chaque cause dans le règne organique agit avec la participation immédiate de l'Inconscient. »
« [N]ous ne pouvons nous empêcher d'accorder à l'Inconscient d'abord une clairvoyance absolue (omniscience) ; secondement, une logique infaillible qui coordonne à la fois toutes les données d'un problème, et l'art d'agir de la façon la plus intelligente au moment le plus convenable (sagesse absolue) ; en troisième lieu, une activité qui agit sans cesse en tout lieu et en tout moment (omniprésence). »
« [L']Inconscient possède des attributs qui lui permettent d'embrasser comme d'un seul regard tous les mondes possibles, et de réaliser parmi eux celui qui satisfait à la fin la plus digne de la raison, de la manière la plus appropriée. »
« Quelle que soit notre solution [à la question de savoir ce qui est préférable de l'existence ou du néant du monde], on n'en pourra rien conclure contre la sagesse absolue de l'Inconscient et contre la proposition que de tous les mondes possibles, le monde réel est le meilleur. »

#### La déraison du vouloir et le malheur de l'existence (p. 351)
Remarques préliminaires (p. 351)
1 – Premier stade de l'illusion : Le bonheur est conçu comme un bien qui peut être atteint dans l'état présent du monde, comme un bien réalisable sur cette terre pour l'individu actuel (l'ancien monde, l'enfance) (p. 363)
1° Critique de la théorie de Schopenhauer sur le caractère négatif du plaisir (p. 363)
2° La santé, la jeunesse, le liberté, le bien-être et le contentement (p. 375)
3° La faim et l'amour (p. 380)
4° La compassion, l'amitié, les joies de la famille (p. 395)
5° La vanité, le sentiment de l'honneur, la passion de la gloire, l'amour de la domination (p. 404)
6° La dévotion religieuse (p. 412)
7° L'immoralité (p. 414)
8° Les jouissances de la science et de l'art (p. 416)
9° Le sommeil et le rêve (p. 423)
10° Désir d'amasser et recherche de l'aisance (p. 425)
11° L'envie, l'irritation, le repentir, etc. (p. 428)
12° L'espérance (p. 428)
13° Résumé  (p. 430)
2 – Second stade de l'illusion : Le bonheur est conçu comme réalisable pour l'individu, dans une vie transcendante après la mort (Moyen-Age, temps de la jeunesse) (p. 437)
3 – Troisième stade de l'illusion : Le bonheur est conçu comme réalisable dans l'avenir du processus du monde (Temps moderne, l'âge d'homme) ; Conclusion (Vieillesse) (p. 452)

#### Le but de l'évolution universelle et le rôle de la conscience (passage à la philosophie pratique) (p. 482)
« La conscience est engendrée dans la douleur ; elle ne prolonge son existence que dans la douleur ;  c'est au prix de la douleur, enfin, qu'elle achève son développement. »
« La conscience ne peut être la fin suprême du monde, dont l'évolution est dirigée par la haute sagesse de l'Inconscient. Autrement l'Inconscient n'aurait fait que doubler le malheur de l'existence […] »
« L'Idée, aussitôt qu'elle aura conquis le degré nécessaire d'indépendance, ne pourra s'empêcher de condamner le principe opposé à la raison (antilogique) qu'elle découvre dans la Volonté, laquelle est par elle-même sans raison (alogique) ; et elle s'efforcera de l'anéantir totalement. »
« L'Inconscient [...] n'a créé la conscience que pour affranchir la volonté de son vouloir funeste, auquel elle ne sait se soustraire elle-même. La fin suprême du processus universel, et la conscience n'en est que l'instrument définitif, c'est donc la réalisation de la plus haute félicité possible, qui n'est autre que l'absence de toute douleur. »
« La philosophie pratique et la vie exigent […] l'entier dévouement de la personne au processus universel en vue de sa fin : l'universelle délivrance du monde. Le principe de la philosophie pratique est que l'homme fasse des fins de l'Inconscient les fins de la conscience. »
« Le résultat de nos trois chapitres est le suivant. Le vouloir de sa nature produit plus de peine que de plaisir. Le vouloir, qui produit l'existence du monde, est en même temps la condamnation du monde à la souffrance, quelle que soit la constitution du monde. Pour échapper à cette calamité du vouloir […], l'Inconscient a recours à la conscience. Le principe logique conduit de la façon la plus sage le processus du monde jusqu'au développement de la conscience, de telle sorte que la volonté actuelle soit réduite à néant. Le processus du monde finit alors, et sans laisser après lui les éléments d'un nouveau processus. Le principe logique fait donc que le monde est le meilleur possible ; qu'il aboutit à la délivrance, et que la souffrance n'y est pas indéfinie. »

#### Les derniers principes (p. 506)
« Après les résultats de nos recherches précédentes, nous devons considérer la Volonté et la Représentation, conçues dans l'unité métaphysique de leur essence, comme deux principes suffisants à l'explication de tous les phénomènes que le monde offre à nos investigations. Ces principes forment la pointe en quelque sorte de la pyramide élevée par la science inductive. »
1° Revue des philosophes du passé (p. 512)
« L'accord essentiel de nos principes avec ceux des plus grands systèmes métaphysiques est bien propre à nous fortifier dans la conviction que nous sommes dans la véritable voie. »
2° La volonté (p. 525)
« Le vouloir est ce qui distingue le réel de l'idéal. L'idéal, c'est l'Idée en soi ; le réel, l'Idée voulue ou l'Idée comme contenu de la volonté. »
« La conscience seule nous rend accessible au plaisir, mais elle rend par la réflexion la douleur bien plus pénible ; la souffrance […] ne fait que croître avec le développement de la conscience. Toutefois ce progrès de la souffrance a sa raison d'être puisqu'il prépare la délivrance finale. »
« La Volonté qui peut vouloir ou ne pas vouloir ou la puissance qui peut se déterminer ou non à l'être, est le principe absolument libre. L'idée est par sa nature logique condamnée à la nécessité logique ; le vouloir est la puissance déchue qui a perdu la liberté de pouvoir encore ne pas vouloir. »
3° La Représentation ou l'Idée (p. 540)
« [L']Idée n'existe qu'après que la Volonté l'a saisie comme son contenu, et par suite, réalisée. »
« La causalité nous apparaît donc comme une nécessité logique, qui doit sa réalité à la Volonté. »
« Le concept de nécessité logique est donc le principe supérieur d'où dérivent la causalité, la finalité et la motivation. Toute nécessité causale, finale, morale, n'est nécessité que parce qu'elle est nécessité logique. »
4° La substance identique des deux attributs (p. 555)
« [S]i le dualisme absolu est insoutenable, la doctrine d'un dualisme relatif au sein de l'être Un lui-même est nécessaire à la vérité du monisme absolu. »
« L'opposition de la Volonté et de l'Idée est donc d'abord purement logique ; ce n'est qu'indirectement qu'elle conduit à une opposition réelle. Une partie du vouloir dans le cours du processus est amené, par suite de l'émancipation de l'Idée consciente vis-à-vis du vouloir, à se tourner comme vouloir négatif contre le vouloir positif. »
5° La possibilité de la connaissance métaphysique (p. 565)
« [I]l n'y a de connaissance qu'autant que l'être et la pensée sont identiques. »

## Citation
« Il nous arrive souvent d'éprouver du plaisir à faire des actions que nous condamnions à l'avance, et pour lesquelles nous croyions avoir de l'antipathie. Cela n'indique-t-il pas clairement que notre volonté poursuivait au fond d'autres fins que celles que notre conscience lui prêtait ? »